# Duhamel, Québec
Duhamel är en kommun i provinsen Québec i Kanada. Den ligger i regionen Outaouais, i den sydöstra delen av landet, 80 km nordost om huvudstaden Ottawa.